# Greatest Hits: Chapter One
Greatest Hits: Chapter One je první kompilační album americké zpěvačky Kelly Clarkson, vydané 16. listopadu 2012 hudebním vydavatelstvím RCA Records. Kombinuje singly z pěti jejích předchozích alb za dobu 10 let její hudební kariéry a obsahuje tři nové singly včetně country singlu Don't Rush se zpěvákem Vincem Gillem.

## Seznam písní
| Pořadí | Název                                              | Hudba                                       | Text                                                     | Délka |
| ------ | -------------------------------------------------- | ------------------------------------------- | -------------------------------------------------------- | ----- |
| 1.     | Since U Been Gone                                  | Max Martin, Dr. Luke                        | Max Martin, Lukasz Gottwald                              | 3:08  |
| 2.     | My Life Would Suck Without You                     | Dr. Luke, Max Martin, Kelly                 | Gottwald, Max Martin, Claude Kelly                       | 3:32  |
| 3.     | Miss Independent                                   | Lawrence                                    | Rhett Lawrence, Christina Aguilera, Kelly Clarkson       | 3:41  |
| 4.     | What Doesn't Kill You (Stronger)                   | Kurstin                                     | Jörgen Elofsson, Ali Tamposi, David Gamson, Greg Kurstin | 3:41  |
| 5.     | Behind These Hazel Eyes                            | Max Martin, Dr. Luke                        | Clarkson, Max Martin, Gottwald                           | 3:16  |
| 6.     | Because of You                                     | Hodges, Moody                               | Clarkson, David Hodges, Ben Mooody                       | 3:44  |
| 7.     | Never Again                                        | David Kahne, Jason Halbert, Messer          | Clarkson, Jimmy Messer                                   | 3:37  |
| 8.     | Already Gone                                       | Ryan Tedder                                 | Kelly Clarkson, Ryan Tedder                              | 4:39  |
| 9.     | Mr. Know It All                                    | Brian Kennedy, Dean, Jones, Dewain Whitmore | Brian Seals, Ester Dean, Brett James, Dante Jones        | 3:53  |
| 10.    | Breakaway                                          | John Shanks                                 | Matthew Gerrard, Bridget Benenate, Avril Lavigne         | 3:56  |
| 11.    | Don't You Wanna Stay (feat. Jason Aldean)          | Michaek Knox                                | Jason Sellers, Paul Jenkins, Andy Gibson                 | 4:14  |
| 12.    | Walk Away                                          | Maida, DioGuardi, Kreviazuk                 | Chantal Kreviazuk, Raine Maida, Kara DioGuardi, Clarkson | 3:07  |
| 13.    | Catch My Breath                                    | Sound Kollectiv                             | Clarkson, Halbert, Eric Olson                            | 4:11  |
| 14.    | People Like Us                                     | Greg Kurstin                                | Meghan Kabir, James Michael, Blair Daly                  | 4:19  |
| 15.    | Don't Rush (feat. Vince Gill)                      | Dann Huff                                   | Blu Sanders, Natalie Hemby, Lindsay Chapman              | 4:00  |
| 16.    | A Moment Like This                                 | Stephen Ferrera, Steve Mac                  | Elofsson, John Reid                                      | 3:48  |
| 17.    | I'll Be Home for Christmas (iTuness Session verze) | Thuy-An Julien                              | Kim Gannon, Walter Kent, Buck Ram                        | 2:53  |

## The Smoakstack Sessions Vol. 2
Součástí alba největších hitů bylo také EP
| Pořadí | Název                             | Text                                                                                                   | Délka |
| ------ | --------------------------------- | --- | ----- |
| 1.     | I Never Loved a Man               | Ronnie Shannon                                                                                         | 2:47  |
| 2.     | Your Cheating Heart               | Hank Williams                                                                                          | 2:48  |
| 3.     | Walking After Midnight            | Alan Block, Donn Hecht                                                                                 | 4:01  |
| 4.     | That I Would Be Good/Use Somebody | Alanis Morissette, Glen Ballard, Caleb Followill, Nathan Followill, Jared Followill, Matthew Followill | 3:20  |
| 5.     | Lies                              | Dan Auerbach, Patric Carney                                                                            | 3:31  |